# 山口茜 (劇作家)
山口 茜（やまぐち あかね、1977年3月5日 - ）は、劇作家、演出家、俳優。トリコ・Aプロデュースおよびサファリ・P主宰。京都府生まれ。

## 略歴
龍谷大学文学部日本語日本文学科卒業後、自らでプロデュースし演劇を上演する団体、トリコ・Aプロデュースを設立。
2003年、第10回OMS戯曲賞大賞を受賞。2007年、若手演出家コンクール2006最優秀賞受賞。京都を拠点とし、東京・大阪などでも演劇を上演。関西では演劇ワークショップの講師なども務める。2007年9月から2009年9月までの2年間、文化庁新進芸術家海外留学制度研修員としてフィンランドに滞在しフィンランド国立劇場に在籍。帰国後、活動を再開している。
2010年、龍谷大学の非常勤講師に就任。2012年、文化庁芸術祭新人賞受賞。2023年より同年開館の劇場・メニコン シアターAoiの芸術監督を務める。

## 主な作品
- 2000年「他人（睡眠薬の場合）」作・演出・出演（第8回OMS戯曲賞最終候補作品）
- 2002年（2005年再演）「他人（初期化する場合）」作・演出・出演（第10回OMS戯曲賞大賞受賞作品、こまばアゴラ劇場秋の提携団体2005）
- 2003年「木辻嘘801」作・演出・出演（京都芸術センターセレクション参加作品・第11回OMS戯曲賞最終候補作品）
- 2004年「肉付きの面現代版ー絵ー」作・演出（京都舞台芸術賞ノミネート作品）
- 2005年「潔白少女、募集します」作・演出・出演（東京国際芸術祭リージョナルシアター参加作品・精華演劇祭オープニングイベント参加作品）
- 2007年「豊満ブラウン管」作・演出（愛知県芸術劇場演劇フェスティバル参加作品・若手演出家コンクール2006 最優秀賞受賞）
- 2010年「クリスチネ」
- 2010年「女優」（主演：岡田茉莉子）
- 2011年「ポストムーミン」
- 2011年「和知の収穫祭」

## ラジオドラマ
- 「青い点滅信号」（KissFMラジオドラマ）
- 「河童淵夜曲」（NHKラジオドラマ）
- 「蕎麦の実」（KissFMラジオドラマ）
- 「春祭り」（NHKラジオドラマ）

## 著作
- 「他人（初期化する場合）」（出版：株式会社プラネットワーク）